# Michelle Karvinen
Michelle Karvinen (født 27. marts 1990 i København) er en dansk/finsk ishockeyspiller som spiller på det finske landshold.
På nuværende tidspunkt spiller hun på klubniveau i University of North Dakota, hun spillede 2009/2010 på Rødvovres U20-hold, hvor hun udelukkende spiller sammen med mænd. 2007-2009 spillede hun i Espoo Blues i Finland.
Karvinen fik sin ishockeyopdragelse i Rødovre, hvor hun bl.a. har spillet på det mandlige U20-hold og for Rødovres andethold i 1. division. Hendes store talent var åbenlyst i en tidelig alder, og allerede som 14-årig fik hun den første henvendelse fra Finland og deltog som 16-årig i den første finske landsholdssamling. Hun har valgt at spille på det finske landshold for at spille mod de bedste kvindelandshold i verden.
Karvinen var bedste spiller på det kvindelige finske ishockeylandshold, da Finland vandt OL-bronze i Vancouver. Og flere eksperter i Vancouver omtalte hende som bedste europæiske spiller i kvindernes OL-turnering. Hun gjorde sig blandt andet bemærket med et mål i bronzekampen mod Sverige.
Karvinen kunne efter OL være blevet den første kvinde i mændenes danske liga, Hun var udtaget til Rødovres herrehold og kunne dermed være blevet den første kvinde i Superisligaen, men drømmen om at spille i Nordamerika holdt hende ude. Kort før kampstart blev hun streget fra holdkortet da hun blev gjort opmærksom på at hvis drømmen om en karriere på et nordamerikansk collegehold skulle gå i opfyldelse, så må hun ikke have spillet så meget som et sekund i en professionel liga som den danske Superisliga.
Med en dansk mor og en finsk far har Karvinen statsborgerskab i begge lande. Hun havde således mulighed for at spille for Finland. Hendes far Heikki Karvinen udvandrede til Danmark i 1970'erne og har gennem mange år har været træner i Rødovre for både førsteholdet og adskillige ungdomshold. Han har også et dansk mesterskab med Rødovre.
Hendes storebror Jannik spiller for Rødovre Mighty Bulls i Superisligaen og på det danske ungdomslanshold bl.a. ved U-20 VM i 2004, 2005 og 2006.

## Meriter
- OL  Bronze 2010
- VM  Bronze 2011
- VM  Bronze 2009
- Finske mesterskab  Guld 2008/2009
- Finske mesterskab  Guld 2007/2008